# تیم ملی بسکتبال سومالی
تیم ملی بسکتبال سومالی، نماینده سومالی در مسابقات بین المللی بسکتبال است. این تیم عضو فدراسیون بین المللی بسکتبال (FIBA) است و توسط فدراسیون بسکتبال این کشور اداره می شود.